# Immersyjność
Immersyjność – proces „zanurzania” albo „pochłaniania” osoby przez rzeczywistość wirtualną. Następuje tak zwane „zanurzenie zmysłów”.
Immersję należałoby rozpatrywać z uwagi na trzy przypadki.
Pierwszym z nich jest przypadek środowiska technologicznego, w ramach którego immersja jest związana z elektroniką rozwiniętych technologii immersyjnych, przede wszystkim: CAVE – Cave Automatic Virtual Environment lub HMD head-mounted display. Owe technologie przyczyniają się do tworzenia „przestrzennego środowiska rzeczywistości elektronicznej”. Do wnętrza tego zaprojektowanego obszaru osoba wchodzi na sposób analogiczny do tego, w który wnika w obszar rzeczywistości materialnej.
Kolejnym przypadkiem jest przestrzeń kulturowa, bierze się z użycia komputera. Przykładowo odnosi się to do „środowiska MUD – Multi-Users Dungeon”.
W jego stronę osoba w sposób zamierzony zwraca się, za pośrednictwem ekranu monitora. Przy czym zazwyczaj oddziela świat materialny i elektroniczny.
Sytuacja odnosi się do immersji w kategorii czegoś powszechnego i powiększającego się symultanicznie do ekspansji komputeryzacji.
Ostatni przypadek stanowi zagadnienie sztuki. Zjawisko immersji ujęte szczególnie w kontekście elektronicznej sztuki interaktywnej.
Choć nawiązuje się również do tego, iż immersja pojawia się w kontekście sztuki od zarania jej istnienia. Próbuje opisywać ją jako ogólną właściwość sztuki.
Immersja nabyła autonomiczną sferę deskrypcji w ramach sztuki. Zdaje się ona być skonstruowana do koegzystencji z istotą ludzką w ramach formowania odmiennej od fizykalnej płaszczyzny odczuć, mieszczącej w sobie przykładowo: walory, przeżycia, wrażenia, reprezentacje; spełniające wymogi przewyższające w większości ich realne odpowiedniki.
Postrzeganie sztuki jako „środowiska immersyjnego” ma związek z przekonaniem, iż zjawisko immersji interpretowane może być jako całościowa cecha sztuki, obecna od samego jej zarania. Dziejowa „ciągłość sztuki” wskazuje immersję lub cechę sztuki pokrewną w stosunku do immersji jako przesłankę przeżycia estetycznego. W kontekście interaktywnej sztuki elektronicznej to zagadnienie jawi się jako wyjątkowo mocno związane z tym rodzajem sztuki. Immersja ujęta jest przede wszystkim w kontekście „interaktywnej sztuki elektronicznej”. Z racji swych cech immanentnych zdaje się pełniej od form proscenicznych uwypuklać pożądane wartości.

## Immersja w grach komputerowych
Obcowanie z tekstem cyfrowym wykracza poza sferę doznań fizjologicznych, a wkracza w sferę odczuć psychologicznych, zatem istnieje zasadność wykorzystywania pojęcia immersji w grach komputerowych. Istnieje rozbieżność opracowywanych przez lata definicji i prób opisania immersji jako narzędzia teoretycznego wykorzystywanego do badań różnego rodzaju tekstów.
W przypadku immersyjności ważna jest wypowiedź Elisabeth Reid: „[…] chęć użytkowników do uznawania symulowanego środowiska za rzeczywistość nie wynika tylko z technicznego interfejsu.[…] Światy wirtualne nie istnieją tylko dzięki technice, użytej do ich reprezentacji, ani nie wyłącznie w umyśle użytkownika, ale w relacji pomiędzy wewnętrznymi konstrukcjami umysłowymi a wytworzonymi technicznie reprezentacjami tych konstrukcji. Iluzja rzeczywistości nie spoczywa w samej aparaturze, ale w chęci użytkowników, by wytwory ich wyobraźni traktować tak jakby były rzeczywiste”.
Jak się okazuje, wrażenie przebywania w innym świecie można osiągnąć bez skomplikowanej aparatury symulacyjnej. Wystarczy natomiast zaoferować użytkownikom symboliczną (mniej lub bardziej) reprezentację znajomych mu z życia zjawisk. Reprezentacja ta zazwyczaj w grach odwołuje się do zaplecza ikonograficznego i metod wykorzystywanych w innych mediach znanych od lat, do których percepcji gracze są przyzwyczajeni. Jak twierdzi Piotr Sitarski podstawą zanurzenia nie jest fizjologiczne złudzenie, ale możliwość działania w innym świecie. Jest sprawą drugorzędną, w jaki sposób ten świat jest dostępny: czy przez trójwymiarowe obrazy, czy dzięki informacjom tekstowym.
Przemyślenie to jest bardzo istotne, ponieważ sytuuje gracza w pozycji tego, który faktycznie działa na gruncie świata wirtualnego, przy czym bariery fizjologiczne – brak cielesnego bycia w owym świecie – nie mają wpływu na jego zaangażowanie. Światy wirtualne projektowane przez twórców gier komputerowych umożliwiają zanurzenie się w nie. Gracze nadal mają świadomość, że mają do czynienia z medium, które tylko reprezentuje świat nie zaś go tworzy realnie. Nasuwa się pytanie, czy wykreowany świat jest wystarczająco realny, aby zawiesić świadomość, że mamy do czynienia w wytworem technologii cyfrowej.
Przytoczyć należy również termin „wolicjonalnego zawieszenia niewiary” opracowanego przez Coleridge’a. Wydaje się, że zawieszenie niewiary w świat przedstawiony musi zachodzić, aby gracz mógł zagłębić się w rozgrywkę i utożsamić z prowadzonym przez niego awatarem. Zgodnie z założeniem badaczki Katarzyny Prajzner, światy wirtualne są obdarzane przez ich użytkowników pewnym zaufaniem już od samego początku, co powoduje, że chcą oni w tym świecie przebywać. Nie ma zatem bariery nieufności, której istnienie sugeruje Coledridge, a owo zawieszenie niewiary być może nie jest wcale wolicjonalne, czyli nie wymaga wysiłku i świadomego zmuszania się do ignorowania sygnałów o tym, że świat z którym gracz obcuje jest wirtualny. A zatem jak zauważa Janet Murray nie zawieszamy wiary w takim stopniu, w jakim aktywnie tworzymy wiarę. Z uwagi na nasze pożądanie doświadczenia immersji, koncentrujemy się na pojawiającym się świecie i używamy inteligencji raczej po to, by wspomagać niż kwestionować realność tego doświadczenia.
Wolicjonalność zawieszania niewiary została również obalona przez Byrona Reevesa i Clifforda Nassa, którzy po wykonaniu szeregu behawioralnych eksperymentów stwierdzili, że ludzie wierząc w wirtualne światy nie wykonują żadnego wysiłku intelektualnego. Okazuje się, że mogą udawać, czerpiąc z tego dużą przyjemność, iż to, co widzą jest rzeczywiste.
Rozpatrując dalej zagadnienie zanurzania się w wirtualnym świecie przedstawionym należy wyszczególnić badania Victora Nella, który w swojej książce Lost In a Book przemycił tezę jakoby zaangażowanie odbiorcy tekstu nie było subiektywnie odczuwane jako wymagające wysiłku ponieważ ludzie są zdolni do zautomatyzowanego dekodowania. Czytelnicy/odbiorcy muszą posiadać zdolność przenikania do wirtualnych światów bez wysiłku i niejako automatycznie. Elementy świata przedstawionego w grach komputerowych, mimo iż nie są dane realnie, to jednak stanowią pewną reprezentację przedmiotów wytwarzanych w wyobraźni odbiorcy przez ich organizację i dekodowanie. Światy wirtualne są dla ich użytkowników nową rzeczywistością, która pochłania uwagę. Użytkownicy potrzebują zazwyczaj trochę czasu na adaptację w nowym środowisku, w tym przypadku, medium cyfrowego. Gry komputerowe, będąc narracyjną formą kultury, mogą oferować „doświadczenia graniczne”, które Janet Murray określa jako „przejście między światem codziennego doświadczenia, który traktujemy jako zewnętrzny wobec nas i prawdziwy, a fantazjami naszego umysłu. Kiedy jakaś historia pochłania nasza uwagę w takim stopniu, że powoduje głęboki stan zaangażowania odczuwamy prawdziwe emocje i wzruszenia, chociaż są one wywoływane przez fikcyjne obiekty”.

## Przykład dzieła immersyjnego
- Charlotte Davies, Osmose (1995) – instalacja oparta na technologii HMD.